# Rearguard Falls Park
Rearguard Falls Park är en park i Kanada.   Den ligger i provinsen British Columbia, i den centrala delen av landet, 3 200 km väster om huvudstaden Ottawa. Rearguard Falls Park ligger 788 meter över havet.
Terrängen runt Rearguard Falls Park är bergig åt nordost, men åt sydväst är den kuperad. Rearguard Falls Park ligger nere i en dal. Trakten runt Rearguard Falls Park är nära nog obefolkad, med mindre än två invånare per kvadratkilometer.. Närmaste större samhälle är Valemount, 17,4 km sydost om Rearguard Falls Park.
I omgivningarna runt Rearguard Falls Park växer i huvudsak barrskog.